# Ana Nieves
Ana María Nieves Perissé (Mar del Plata, 19 de febrero de 1919-Buenos Aires, 27 de febrero de 1969), conocida como Ana Nieves, fue una actriz argentina. Su hija fue la actriz y vedette Camila Perissé.

## Carrera
Nieves fue una actriz que tuvo una fugaz intervención en el medio cinematográfico a mediados de la década de 1940. Actuó secundando a grandes figuras como Mirtha Legrand, José Olarra, Eva Duarte, Elvira Quiroga, Roberto Escalada, Elisa Christian Galvé, Roberto Airaldi, entre otros. Fue dirigida por grandes directores como Mario Soffici y Luis Saslavsky.
Falleció en Buenos Aires, el 27 de febrero de 1969.

## Filmografía
- 1945: La cabalgata del circo.
- 1945: Cinco besos.
- 1945: Despertar a la vida.